# Raymond Buckland
Raymond Buckland (* 31. August 1934 in London; † 27. September 2017 in Ohio) war ein britischer Autor, Hohepriester des Wicca und Mitbegründer des Seax-Wicca.

## Leben
Buckland wurde 1934 in London geboren. Seine Eltern erzogen ihn christlich und waren Mitglieder der Anglikaner. Nach eigenen Angaben weckte sein Onkel Bucklands Interesse für pagane Religionen, als dieser 12 Jahre alt war.
Mit Beginn des Zweiten Weltkriegs zog Buckland mit seinen Eltern nach Nottingham, wo er die Schule besuchte und ein Interesse für Schauspielerei entwickelte. Seinen weiteren Bildungsweg machte er an der King’s College School.
1955 heiratete Buckland seine Frau Rosemary Moss. Von 1957 bis 1959 war Buckland bei der Royal Air Force, bevor er beschloss in einem Verlag zu arbeiten. Nach vier Jahren, 1962, zog Buckland mit seiner Frau in die Vereinigten Staaten und arbeitete dort bei British Airways.
Buckland las die Bücher von Margaret Murray und Gerald Gardner, was ihn dazu inspirierte, sich wieder mit dem Neopaganismus zu befassen. 1963 gingen Buckland und seine Frau nach Perth (Schottland), um Kontakt mit dem britisch traditionellen Wicca zu machen. Er und seine Frau wurden dort von Lady Olwen initiiert. Gardner soll bei der Zeremonie anwesend gewesen sein, hat diese aber nicht selbst geleitet; da Gardner kurze Zeit später starb und es keine schriftlichen Belege für diese Aussage gibt, lässt sie sich jedoch nicht bestätigen.

## Wicca in den USA

### Gründung des ersten Coven der USA
Buckland gründete nach seiner Initiation gemeinsam mit seiner Frau den Bay Shore Coven, welcher vermutlich der erste Coven der vereinigten Staaten war. Der Coven ist mit dafür verantwortlich, dass Wicca sich in den Vereinigten Staaten extrem schnell verbreitet hat. Buckland trennte sich 1973 einvernehmlich von seiner Frau, woraufhin beide den Coven verließen; Buckland bestimmte keine Nachfolger, weshalb nicht klar ist, ob der Coven noch weiter existiert hat.

### Gründung des ersten Hexenmuseums der USA
1968 gründete Buckland ein Museum, welches stark von Gardners Museum of Witchcraft and Magic inspiriert war. Ursprünglich war Bucklands Museum auf Anfrage besuchbar, da sich dieses in seinem Keller befand. 1978 zog Buckland nach Virginia um und lagerte alle Ausstellungsstücke ein. Seitdem sind diese zwischen mehreren Coven und Vereinen hin und her gereicht worden und nun schließlich seit 2015 in einer Dauerausstellung in Cleveland besuchbar.

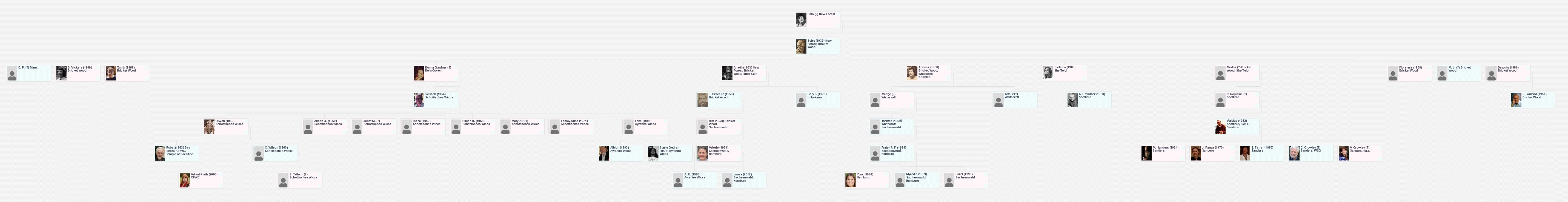
Initiationslinie des traditionellen Wicca aus der Perspektive des Sachsenwald Coven. Raymond Buckland (Robat) ist links zu sehen, vier „Generationen“ nach Gerald Gardner.

### Gründung der Seax-Linie
In den 1970er Jahren gründete Buckland eine eigene Abwandlung des schottischen Wicca, das Seax-Wicca. Er kombinierte hierbei schottisches und gardenisches Wicca mit verschiedenen Traditionen aus dem angelsächsischen Heidentum. Er veröffentlichte 1974 das Buch The Tree, in welchem er die Traditionen des Seax-Wicca vorstellte. Von vielen, nicht jedoch von allen Wiccas, wird Seax-Wicca als britisch traditionell betrachtet.

## Schriften (Auswahl)
Raymond Buckland hat seit 1969 fast jedes Jahr ein neues Buch geschrieben und war damit meist sehr erfolgreich. Hier aufgeführt sind daher nicht alle seine Schriften, sondern nur jene, die im Zusammenhang mit Wicca und Neopaganismus stehen.
- Practical Candleburning Rituals. Llewellyn, Minnesota 1970.
- Witchcraft Ancient and Modern. House of Collectibles, New York 1970.
- Witchcraft From the Inside: Origins of the Fastest Growing Religious Movement in America. Llewellyn, Minnesota 1971.
- The Tree: Complete Book of Saxon Witchcraft. Red Wheel/Weiser, Maine 1974.
- Practical Color Magick. Llewellyn, Minnesota 1983.
- Buckland's Complete Book of Witchcraft. Llewellyn, Minnesota 1986.
- Scottish Witchcraft: The History and Magick of the Picts. Llewellyn, Minnesota 1991.
- Ray Buckland's Magic Cauldron. Galde Press, Minnesota 1995.
- Advanced Candle Magick: More Spells and Rituals for Every Purpose. Llewellyn, Minnesota 1996.
- Wicca for Life. Citadel Press, New York 2001.
- The Witch Book: The Encyclopedia of Witchcraft, Wicca, and Neo-paganism. Visible Ink Press, New York 2001.
- Signs, Symbols & Omens: An Illustrated Guide to Magical & Spiritual Symbolism. Llewellyn, Minnesota 2003.
- Wicca For One. Citadel Press, New York 2004.
- Buckland's Doorway to Candle Magic. Buckland Books, North Carolina 2007.